# Platybunus pallidus
Platybunus pallidus is een hooiwagen uit de familie echte hooiwagens (Phalangiidae).